# MaLou Lindholm
MaLou Lindholm (ur. 18 października 1948 w Sztokholmie) – szwedzka dziennikarka, działaczka społeczna i polityk, posłanka do Parlamentu Europejskiego IV kadencji.

## Życiorys
Studiowała nauki społeczne i technologię informacyjną. Pracowała jako freelancer w zawodzie dziennikarze, współpracowała m.in. ze stacją radiową P4 Blekinge. W latach 80. współtworzyła Partię Zielonych. W wyborach w 1995 uzyskała mandat eurodeputowanej IV kadencji, który wykonywała do 1999. Pracowała w Komisji ds. Swobód Obywatelskich i Spraw Wewnętrznych oraz w Komisji ds. Polityki Regionalnej. W 2004 kandydowała do PE z niezależnej eurosceptycznej listy wyborczej pod nazwą EU-motståndarna.
Jako społecznik związana z organizacjami działającymi na rzecz zwalczania narkomanii. W 2000 została zastępczynią dyrektora Hassela Nordic Network. Została także członkinią amerykańskiego instytutu The Institute on Global Drug Policy.